# Dorfkirche Langendembach

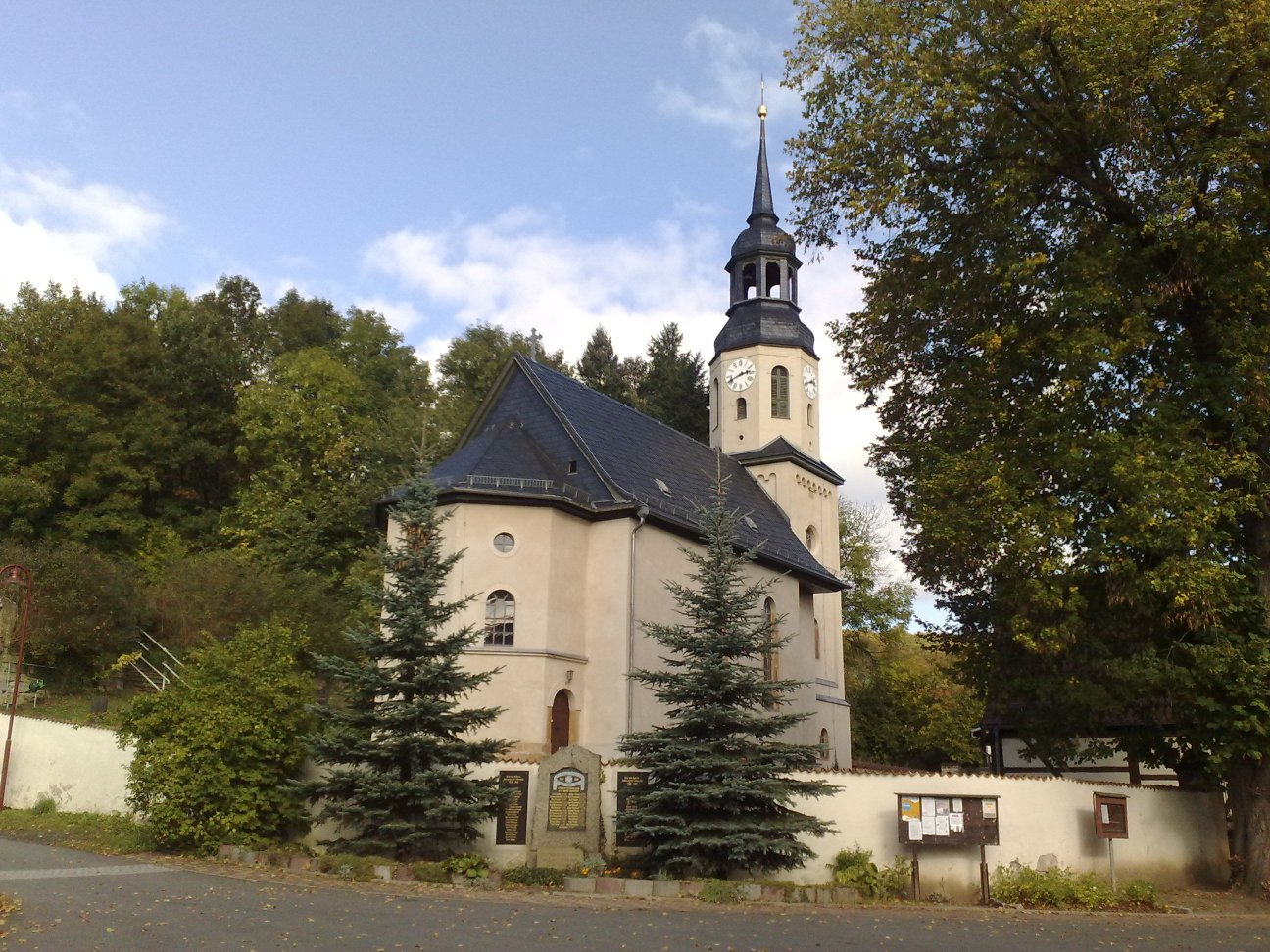
Die Kirche

Die evangelische Dorfkirche Langendembach steht im Ortsteil Langendembach der Gemeinde Langenorla, welche Mitglied der Verwaltungsgemeinschaft Oppurg im Saale-Orla-Kreis in Thüringen ist. Die Kirche gehört zum Kirchenkreis Schleiz der Evangelischen Kirche in Mitteldeutschland.

## Geschichte
1529 wird in Langendembach ein Pfarrer erwähnt, so dass von der Existenz einer Kirche ausgegangen werden kann. Putzanalysen verweisen auf das 17. Jahrhundert. 
Die erste Datierung auf der Wetterfahne rührt von 1704, dem Jahr, in dem der Dachreiter ersetzt wurde. Er trägt zwei Bronzeglocken aus den Jahren 1927 und 1951 aus der Glockengießerei in Apolda.
Die Bemalung im Kirchenschiff ist gut erhalten. Ein einfacher Kanzelaltar geschmückt mit Puttenköpfen und einem Flügelaltar gehört zur Ausstattung, ebenso Bilder und die Predella mit Christuskind und Ochs und Esel sowie der Taufstein. Zwei Emporen tragen die Orgel mit pompösem Prospekt von J. F. Schulzes Söhnen aus dem Jahre 1863. Das Werk verfügt über 15 Register auf zwei Manualen und Pedal.